# María Damanáki
María Damanáki (en grec : Μαρία Δαμανάκη) est une femme politique grecque née le 18 octobre 1952 à Agios Nikolaos (Crète). Anciennement présidente du parti de gauche Synaspismós, elle est aujourd'hui membre du PASOK.

## Biographie
Elle fit des études d'ingénieur chimiste à l'université polytechnique d'Athènes. Elle adhéra alors à la section jeunesse du Parti communiste grec (KKE) et participa au soulèvement du 17 novembre 1973. Elle fut la « voix » de la radio étudiante qui diffusait depuis l'université insurgée. Arrêtée, elle fut torturée par la dictature des colonels.
De 1977 à 1993, elle fut élue député au Parlement hellénique, d'abord pour le KEE puis pour le Synaspismós, dont elle prit la présidence en 1991. Elle devint alors la première femme à diriger un parti politique grec. Elle démissionna en 1993 à la suite de la défaite cuisante du parti (moins de 3 %) aux législatives. Elle ne fut réélue députée qu'en 1996 et est constamment réélue jusqu'aux élections de 2009.
Elle se présenta à la mairie d'Athènes en 1994 pour le Synaspismós et en 1998 pour le Synaspismós et le PASOK. À cette occasion, elle finit deuxième derrière le candidat ND Dimítris Avramópoulos.
En 2003, en désaccord avec son parti au sujet d'une alliance électorale avec le PASOK, elle démissionne de son poste de députée et quitte le Synaspismós pour rejoindre les rangs du PASOK, à la tête duquel Georges Papandréou vient de succéder à Costas Simitis.
En 2004, alors que le PASOK perd les élections, María Damanáki retrouve son siège de députée mais cette fois pour le compte de son nouveau parti. Elle devient responsable de l'Éducation et de la Culture au sein du parti.
Le 19 novembre 2009, elle est désignée par le Premier ministre Georges Papandréou pour devenir la nouvelle commissaire européenne grecque. Huit jours plus tard, elle devient commissaire aux Affaires maritimes et à la Pêche dans la commission Barroso II.
Elle est mariée et a trois enfants.